# Nicolai Bonner
Nicolai Bonner (hebräisch ניקולאי בונר; * 1972 in der Moldauischen SSR) ist ein israelischer Serienmörder, der im Frühjahr 2005 vier Menschen ermordete. Er gilt bis heute als erster Serienmörder in der Geschichte Israels. Da es das Phänomen des Serienmörders in Israel nur sehr selten gibt, haben ihm die Medien auch den Spitznamen „Israels einziger Serienmörder“ verpasst.

## Leben
Nicolai Bonner wurde 1972 als drittes von vier Kindern in einem kleinen Dorf in Moldau, einem damaligen Teil der Sowjetunion, geboren. Er wuchs in Armut auf, sein Vater war dem Alkohol zugetan und überwiegend arbeitslos. Seine Mutter arbeitete als Arbeiterin in einer Fabrik, um sich und die Familie zu ernähren. Nach dem Tod seiner Mutter, im Jahr 1981, wurde der neunjährige Nicolai in ein Kinderheim gebracht, in dem er seine Schulbildung komplettieren sollte.
Nach seinem Schulabschluss begann Bonner zunächst als Schafhirte zu arbeiten, später war er als Gelegenheits- und Saisonarbeiter in der heutigen Ukraine und Russland tätig. Wegen kleinerer Delikte und einem Hauseinbruch verbrachte Bonner Anfang der 1990er Jahre ein Jahr im Gefängnis. Kurze Zeit darauf lernte er in Moldawien ein jüdisches Mädchen kennen, das er bald darauf heiratete. Da es seiner Frau und in weiterer Folge auch ihm im Zuge des so genannten Rückkehrgesetzes erlaubt war, nach Israel zurückzukehren, zog das Ehepaar Bonner im Jahr 2000 nach Israel. Kurz danach erhielt er auch die israelische Staatsbürgerschaft.
Bonner, der mit seiner Frau eine kleine Wohnung in Haifa bezog, fand bald darauf eine Anstellung als Bauarbeiter. Weiters konnte er als Arbeiter in einer Fabrik in Akkon arbeiten, die Rohre für Ölleitungen produzierte. Gemäß seinem Vorgesetzten Yossi Ben-David sei Bonner ein fleißiger, unauffälliger Arbeiter gewesen, der seine Arbeit zur Zufriedenheit aller verrichtete.
2002 erkrankte seine Frau an Tuberkulose, sie starb im Januar 2003. Verzweifelt wandte sich Bonner vermehrt dem Alkohol zu und musste einen Monat später, wegen mangelnden Leistungen, die Arbeitsstelle verlassen. Danach führte er ein Nomadendasein und nahm überall in Israel Gelegenheitsjobs an. Dennoch kehrte er nach wenigen Monaten wieder nach Haifa zurück, wo er meist obdachlos auf der Straße lebte. Hier freundete er sich mit anderen Obdachlosen an, mit denen er meist Wodka trank. Seine Schwester, die 2004 nach Israel gereist war, half ihm wieder auf die Füße und zu einer Wohnung in Tel Aviv-Jaffa. Als sie im Herbst 2004 Israel verlassen musste, da ihr Aufenthalt nicht bewilligt wurde, zog Bonner ins Moschav Emunim, wo er erneut eine Stelle auf einer Baustelle angenommen hatte. Als er diese im Dezember 2004 wieder verlor, kehrte er nach Haifa zurück.
Anfang Februar 2005 lernte er die 52 Jahre alte Prostituierte Rita Wolman kennen, in die sich der 33-jährige verliebte. Am 9. Februar begleitete er Wolman in deren Wohnung. Die beiden tranken Alkohol miteinander und rauchten zusammen. Als Wolman ihm anbot, bei ihr zu übernachten, verwechselte Bonner dies mit einer Aufforderung, miteinander zu schlafen. Als sie die Avancen Bonners zurückwies, schlug er sie zweimal ins Gesicht. Als sie ihn ebenfalls schlug, fiel er über Rita Wolman her und schlug sie mit dem Kopf derart oft auf den Boden, dass sie an den Verletzungen starb. Während sie starb, vergewaltigte er sie. Um die Spuren der Tat zu verwischen, legte er Wolman in ihr Bett und setzte dieses mit einem Feuerzeug in Brand. Da Wolman sich gewehrt hatte, während Bonner sie tötete, hatte er leichte Verletzungen davongetragen. Einen Tag später suchte er das Rambam-Hospital in Bat Galim auf, um sich behandeln zu lassen. Er ahnte nicht, dass es jener Krankenhausaufenthalt sein sollte, der ihn wenige Wochen später ins Gefängnis bringen sollte.
Am 11. März besuchte er einen Bekannten, den 34 Jahre alten Alexander Levant, in dessen Wohnung. Levant war ein ehemaliger Soldat der Streitkräfte Russlands, der im Zweiten Tschetschenienkrieg gedient hatte. Beide tranken Alkohol und rauchten Zigaretten. Als Levant eingeschlafen war, versuchte Bonner mit einer Flasche Alkohol, die sich in Levants Besitz befand, die Wohnung zu verlassen. Als Levant plötzlich erwachte und den Diebstahlsversuch bemerkte, stellte er Bonner zur Rede. Doch dieser fiel über den noch betrunkenen Levant her und prügelte ihn zu Tode. Kurz bevor er den Leichnam ebenfalls in Brand steckte, raubte er noch einige Habseligkeiten, die sich in der Wohnung befanden.
Ende März suchte er die Ruine eines verlassenen Kindergartens in der Gush Halav Street auf. Hier traf Bonner auf den 32 Jahre alten obdachlosen Alkoholiker Valeri Soznov. Beide machten ein Feuer, um sich zu wärmen. Ein Streit, dessen Ausgangspunkt nicht bekannt ist, war der Grund, weshalb es zu Handgreiflichkeiten kam. Nachdem Bonner Soznov zu Tode geprügelt hatte, verbrannte er dessen Leichnam.
Einen Monat später, Ende April, lernte er sein viertes und letztes Opfer kennen, den 39 Jahre alten, ebenfalls aus Russland stammenden Obdachlosen Alexander Kars. Beide zogen sich am 1. Mai in die Ruine eines Hauses zurück, tranken Alkohol und redeten miteinander. Als Kars eine beleidigende Äußerung über Bonners Mutter getätigt hatte, ergriff Bonner eine Eisenstange und prügelte auf Kars ein. Als dieser noch immer lebte, ergriff er das Kabel eines Fernsehgeräts und strangulierte Kars.
Am 13. Mai 2005 traf er auf der Straße den 42 Jahre alten Sergei Bluestein, ebenfalls obdachlos, den er bereits seit knapp zwei Jahren kannte. Erneut zogen sie sich in ein Abrissgebäude zurück und tranken Wodka, um Bluesteins Geburtstag zu feiern. Doch erneut kam es zum Streit zwischen Bonner und seinem Kumpanen. Unter Alkoholeinfluss prügelte er Bluestein zu Boden und legte ein Kabel um seinen Hals. Da er annahm, Bluestein sei tot, verließ Bonner den Tatort. Doch Bluestein hatte als einziges der Opfer Bonners überlebt. Er lag mehrere Stunden bewusstlos im Staub. Als er zu sich kam, schleppte er sich ins Freie und machte auf sich aufmerksam. Drei Tage verbrachte er auf der Intensivstation eines Krankenhauses. Nach seiner Entlassung begab er sich auf die Suche nach Bonner, mit dem Ziel, sich zu rächen. Da er zufällig am Tatort erschien, an dem Valeri Soznov ermordet worden war, wurde Bluestein von auf der Lauer liegenden Polizisten irrtümlich für den Mörder gehalten und vorübergehend festgenommen. Bei der Polizei gab Bluestein an, er sei von einem Mann namens „Nicolai“ brutal zusammengeschlagen worden. Diese Aussage deckten sich mit Zeugenaussagen anderer Obdachlosen, die einen gewalttätigen Mann namens „Nicolai“ in ihren Reihen kannten. Bonner wurde daraufhin von verdeckt operierenden Polizisten, die sich als Obdachlose verkleideten, überwacht. Auch nahmen sie seine Vita unter die Lupe. Als sie im Krankenhaus die Akte jener Verletzungen studierten, die einen Tag nach dem Mord an Rita Wolman angelegt worden war, und ihn mit der Prostituierten in Verbindung brachten, schlugen die Ermittler zu. Am 29. Mai 2005 wurde Bonner im Haus seiner Schwiegermutter festgenommen.
Nicolai Bonner legte bald darauf Geständnisse in allen vier Mordfällen ab. Die Frage, ob er Reue verspüre, verneinte er. Später zog er seine Aussage zurück und gab an, sein Geständnis sei unter Druck der Polizisten zustande gekommen. Doch die Staatsanwaltschaft maß seinen Erklärungen keine Bedeutung bei. Der Prozess gegen Bonner fand im Mai 2007 statt. Wegen Vergewaltigung, Sabotage, Brandstiftung, Beweisvernichtung und Behinderung der Justiz in vier Fällen wurde Nicolai Bonner zu vier lebenslangen Freiheitsstrafen, in Israel ein Strafmaß von 120 Jahren, verurteilt. Es ist das bislang höchste Strafmaß, welches am Gericht in Haifa gesprochen wurde. Die Richter erkannten in Bonner keinen psychisch kranken Verbrecher, sondern lediglich einen mit einer Persönlichkeitsstörung.
Nicolai Bonner ist bis heute Strafgefangener des Gefängnisses von Haifa.

## Rezeption
In der siebten Staffel der Fernsehserie Criminal Minds erinnert der Täter der Episode „Die Gefallenen“ („The Fallen“), Chad Mills, an Nicolai Bonner. In jener Episode werden verbrannte Leichen von Obdachlosen am Pier von Santa Monica entdeckt.